# Liste der Gemeinden im Landkreis Göttingen

Karte des Landkreises Göttingen

Die Liste der Gemeinden im Landkreis Göttingen gibt einen Überblick über die 39 kleinsten Verwaltungseinheiten des Landkreises. Wesentliche Gebietsänderungen erfuhr der Landkreis am 1. Januar 1973 und am 1. November 2016.
Die Organe des Landkreises, Kreistag und der Landrat mit der Kreisverwaltung, befinden sich in der Kreisstadt Göttingen.

## Beschreibung
Weiter gegliedert werden kann der Landkreis in die vier Samtgemeinden Dransfeld, Gieboldehausen, Hattorf am Harz und Radolfshausen.
Die Städte Bad Lauterberg im Harz, Bad Sachsa, Duderstadt, Göttingen, Hann. Münden, Herzberg am Harz und Osterode am Harz sind wie die Flecken Adelebsen und Bovenden sowie die Gemeinden Bad Grund (Harz), Friedland, Gleichen, Rosdorf, Staufenberg und Walkenried Einheitsgemeinden.
Der Landkreis hat eine Gesamtfläche von 1.755,39 km². Die größte Fläche innerhalb des Landkreises hat die Gemeinde Gleichen mit 129,25 Quadratkilometern. Es folgen die Samtgemeinde Dransfeld mit 122,42 Quadratkilometern, die Städte Hann. Münden mit 121,17 Quadratkilometern, Göttingen mit 117,02 Quadratkilometern, Osterode am Harz mit 102,54 Quadratkilometern sowie die Samtgemeinde Gieboldehausen mit 104,7 Quadratkilometern. Die Stadt Duderstadt hat eine Fläche von 95,64 Quadratkilometern und die Gemeinde Staufenberg ist 77,58 Quadratkilometer groß. Der Flecken Adelebsen ist 76,09 und die Gemeinde Friedland 75,87 Quadratkilometer groß. Es folgen die Stadt Herzberg am Harz mit 71,88 Quadratkilometern, die Samtgemeinde Radolfshausen mit 68,34 Quadratkilometern, die Gemeinde Rosdorf mit 66,44 Quadratkilometern und der Flecken Bovenden mit 63,70 Quadratkilometern Größe. Die flächenmäßig kleinste Gemeinde des Landkreises ist Elbingerode mit 5,65 Quadratkilometern.
Den größten Anteil an der Bevölkerung des Landkreises von 328.657 Einwohnern hat die Stadt Göttingen mit 126.968 Einwohnern. Mit weitem Abstand folgen die Städte Osterode am Harz mit 21.677, Hann. Münden mit 23.505 und Duderstadt mit 20.499 Einwohnern. Die Samtgemeinde Gieboldehausen, der Flecken Bovenden, die Stadt Herzberg am Harz, die Gemeinden Friedland und Rosdorf und die Stadt Bad Lauterberg im Harz haben über 10.000 Einwohner. Die Samtgemeinde Dransfeld, die Gemeinden Gleichen, Bad Grund (Harz) und Staufenberg, die Stadt Bad Sachsa sowie die Samtgemeinden Hattorf am Harz und Radolfshausen und der Flecken Adelebsen haben über 6000 Einwohner. Die Gemeinde Walkenried hat 4151 Einwohner. Die von der Einwohnerzahl kleinste Gemeinde Elbingerode hat 442 Einwohner.
Der gesamte Landkreis Göttingen hat eine Bevölkerungsdichte von 187 Einwohnern pro Quadratkilometer. Die größte Bevölkerungsdichte innerhalb des Kreises hat die Stadt Göttingen mit 1085 Einwohnern pro Quadratkilometer, gefolgt von Bilshausen mit 261 und der Stadt Bad Lauterberg im Harz mit 250. Es folgen Bad Sachsa mit 215, Duderstadt mit 214, Osterode am Harz mit 211, Walkenried mit 197 und Bovenden mit 221, gefolgt von Bad Grund (Harz) mit 190 und dem Flecken Gieboldehausen mit 191. Die Stadt Hann. Münden, die Gemeinde Rhumspringe, die Stadt Herzberg am Harz und die Gemeinden Rosdorf, Friedland und Waake sowie die Stadt Dransfeld haben eine Bevölkerungsdichte von über 150. Die übrigen Gemeinden liegen unter dem Landesdurchschnitt von 145. Sieben weitere Gemeinden haben eine Bevölkerungsdichte zwischen 100 und 140. Elf Gemeinden haben eine Bevölkerungsdichte von über 60. Die vier übrigen Gemeinden haben die geringsten Bevölkerungsdichten.

## Legende
- Gemeinde: Name der Gemeinde beziehungsweise Stadt und Angabe, zu welchem Landkreis der namensgebende Ort der Gemeinde vor der Gebietsreform gehörte
- Teilorte: Aufgezählt werden die ehemals selbständigen Gemeinden der Verwaltungseinheit
- Samtgemeinde: Zeigt die Zugehörigkeit von Gemeinden zu einer der vier Samtgemeinden
- Wappen: Wappen der Gemeinde beziehungsweise Stadt
- Karte: Zeigt die Lage der Gemeinde beziehungsweise Stadt im Landkreis
- Fläche: Fläche der Stadt beziehungsweise Gemeinde, angegeben in Quadratkilometer
- Einwohner: Zahl der Menschen die in der Gemeinde beziehungsweise Stadt leben (Stand: 31. Dezember 2023[1])
- EW-Dichte: Angegeben ist die Einwohnerdichte, gerechnet auf die Fläche der Verwaltungseinheit, angegeben in Einwohner pro Quadratkilometer (Stand: 31. Dezember 2023[2])
- Höhe: Höhe der namensgebenden Ortschaft beziehungsweise Stadt in Meter über Normalnull
- Bild: Bild aus der jeweiligen Gemeinde beziehungsweise Stadt

## Gemeinden
| Gemeinde                                          | Teilorte | Samtgemeinde    | Wappen                                  | Karte                                                        | Fläche   | Einwohner | EW- Dichte | Höhe | Bild                                                                                     |
| ------------------------------------------------- | --- | --------------- | --------------------------------------- | ------------------------------------------------------------ | -------- | --------- | ---------- | ---- | ---------------------------------------------------------------------------------------- |
| Landkreis Göttingen                               | |                 | Wappen des Landkreises Göttingen        | Lage des Landkreises Göttingen in Niedersachsen              | 1.755,39 | 328.657   | 187        |      | Die Leine im Landkreis Göttingen                                                         |
| Adelebsen (Flecken)                               | Adelebsen Barterode Eberhausen Erbsen Güntersen Lödingsen Wibbecke |                 | Wappen des Fleckens Adelebsen           | Lage des Fleckens Adelebsen im Landkreis Göttingen           | 76,09    | 6174      | 81         | 187  | Burg Adelebsen                                                                           |
| Bad Grund (Harz)                                  | Bad Grund (Harz) Badenhausen Eisdorf Gittelde Willensen Windhausen |                 | Wappen der Gemeinde Bad Grund (Harz)    | Lage der Gemeinde Bad Grund (Harz) im Landkreis Göttingen    | 41,31    | 7847      | 190        | 295  | Bergbaumuseum Bad Grund                                                                  |
| Bad Lauterberg im Harz (Stadt)                    | Bad Lauterberg Barbis Bartolfelde Osterhagen |                 | Wappen der Stadt Bad Lauterburg am Harz | Lage der Stadt Bad Lauterberg im Harz im Landkreis Göttingen | 41,56    | 10.395    | 250        | 296  | Die Scholmzeche am Kurpark                                                               |
| Bad Sachsa (Stadt)                                | Bad Sachsa Neuhof Steina Tettenborn |                 | Wappen der Stadt Bad Sachsa             | Lage der Stadt Bad Sachsa im Landkreis Göttingen             | 33,20    | 7143      | 215        | 310  | Grenzlandmuseum Bad Sachsa                                                               |
| Bilshausen                                        | Bilshausen | Gieboldehausen  | Wappen der Gemeinde Bilshausen          | Lage der Gemeinde Bilshausen im Landkreis Göttingen          | 8,49     | 2217      | 261        | 176  | Bilshausen Muehle                                                                        |
| Bodensee                                          | Bodensee | Gieboldehausen  | Wappen der Gemeinde Bodensee            | Lage der Gemeinde Bodensee im Landkreis Göttingen            | 7,47     | 761       | 102        | 168  | Kirche St. Matthäus in Bodensee                                                          |
| Bovenden (Flecken)                                | Bovenden Billingshausen Eddigehausen Emmenhausen Harste Lenglern Reyershausen Spanbeck |                 | Wappen des Fleckens Bovenden            | Lage des Fleckens Bovenden im Landkreis Göttingen            | 63,70    | 14.069    | 221        | 139  | Hessisches Amtshaus und Jagdschloss in Bovenden                                          |
| Bühren                                            | Bühren | Dransfeld       | Wappen der Gemeinde Bühren              | Lage der Gemeinde Bühren im Landkreis Göttingen              | 14,00    | 532       | 38         | 285  | Kreuzsteinnest an der ehem. Harster Heerstraße in Bühren                                 |
| Dransfeld (Stadt)                                 | Dransfeld Bördel Ossenfeld Varmissen | Dransfeld       | Wappen der Stadt Dransfeld              | Lage der Stadt Dransfeld im Landkreis Göttingen              | 28,91    | 4280      | 148        | 301  | Ehemaliger Bahnhof in Dransfeld                                                          |
| Duderstadt (Stadt)                                | Duderstadt Breitenberg Brochthausen Desingerode Esplingerode Fuhrbach Gerblingerode Hilkerode Immingerode Langenhagen Mingerode Nesselröden Tiftlingerode Westerode Werxhausen                            |                 | Wappen der Stadt Duderstadt             | Lage der Stadt Duderstadt im Landkreis Göttingen             | 95,64    | 20.499    | 214        | 170  | Historisches Rathaus in Duderstadt                                                       |
| Ebergötzen                                        | Ebergötzen Holzerode | Radolfshausen   | Wappen der Gemeinde Ebergötzen          | Lage der Gemeinde Ebergötzen im Landkreis Göttingen          | 19,72    | 1927      | 98         | 190  | Wilhelm-Busch-Mühle in Ebergötzen                                                        |
| Elbingerode                                       | Elbingerode | Hattorf am Harz | Wappen der Gemeinde Elbingerode         | Lage der Gemeinde Elbingerode im Landkreis Göttingen         | 5,65     | 442       | 78         | 200  | Elbingerode Hartz Germany                                                                |
| Friedland                                         | Friedland Ballenhausen Deiderode Elkershausen Groß Schneen Klein Schneen Lichtenhagen Ludolfshausen Mollenfelde Niedergandern Niedernjesa Reckershausen Reiffenhausen Stockhausen                         |                 | Wappen der Gemeinde Friedland           | Lage der Gemeinde Friedland im Landkreis Göttingen           | 75,87    | 8241      | 109        | 181  | Heimkehrerdenkmal in Friedland                                                           |
| Gieboldehausen (Flecken)                          | Gieboldehausen | Gieboldehausen  | Wappen des Fleckens Gieboldehausen      | Lage des Fleckens Gieboldehausen im Landkreis Göttingen      | 19,85    | 3790      | 191        | 150  | Ehem. Burgmannensitz v. Minnigerode in Gieboldehausen                                    |
| Gleichen                                          | Gleichen Beienrode Benniehausen Bischhausen Bremke Diemarden Etzenborn Gelliehausen Groß Lengden Ischenrode Kerstlingerode Klein Lengden Reinhausen Rittmarshausen Sattenhausen Weißenborn Wöllmarshausen |                 | Wappen der Gemeinde Gleichen            | Lage der Gemeinde Gleichen im Landkreis Göttingen            | 129,25   | 8674      | 67         | 185  | Jägersteine im Reinhäuser Wald bei Gleichen                                              |
| Göttingen (Stadt mit Sonderstatus und Kreisstadt) | Göttingen Elliehausen / Esebeck Geismar Grone Groß Ellershausen / Hetjershausen / Knutbühren Herberhausen Holtensen Nikolausberg Roringen Weende / Deppoldshausen                                         |                 | Wappen der Stadt Göttingen              | Lage der Stadt Göttingen im gleichnamigen Landkreis          | 117,02   | 126.968   | 1085       | 150  | Die Stadtbibliothek im Thomas-Buergenthal-Haus neben St. Johannes in Göttingen           |
| Hann. Münden (Stadt)                              | Hann. Münden Bonaforth Gimte Hedemünden Hemeln Laubach Lippoldshausen Mielenhausen Oberode Volkmarshausen Wiershausen                                                                                     |                 | Wappen der Stadt Hann. Münden           | Lage der Stadt Hann. Münden im Landkreis Göttingen           | 121,17   | 23.505    | 194        | 123  | „Doktor Eisenbarth“-Figur am Ortseingang von Hann. Münden                                |
| Hattorf am Harz                                   | Hattorf am Harz | Hattorf am Harz | Wappen der Gemeinde Hattorf am Harz     | Lage der Gemeinde Hattorf am Harz im Landkreis Göttingen     | 29,19    | 4000      | 137        | 176  | Wilhelm-Busch-Stätte in Hattorf                                                          |
| Herzberg am Harz (Stadt)                          | Herzberg Lonau Pöhlde Scharzfeld Sieber |                 | Wappen der Stadt Herzberg am Harz       | Lage der Stadt Herzberg am Harz im Landkreis Göttingen       | 71,88    | 12.939    | 180        | 240  | Marktplatz in Herzberg                                                                   |
| Hörden am Harz                                    | Hörden am Harz | Hattorf am Harz | Wappen der Gemeinde Hörden am Harz      | Lage der Gemeinde Hörden am Harz im Landkreis Göttingen      | 7,82     | 937       | 120        | 200  | Fischteiche bei Aschenhütte in Hörden                                                    |
| Jühnde                                            | Jühnde Barlissen | Dransfeld       | Wappen der Gemeinde Jühnde              | Lage der Gemeinde Jühnde im Landkreis Göttingen              | 24,54    | 929       | 38         | 310  | Die St.-Martini-Kirche links und das Schloss Jühnde rechts                               |
| Krebeck                                           | Krebeck Renshausen | Gieboldehausen  | Wappen der Gemeinde Krebeck             | Lage der Gemeinde Krebeck im Landkreis Göttingen             | 12,26    | 1020      | 83         | 172  | Pfarrkirche St. Alexander und Brüder in Krebeck                                          |
| Landolfshausen                                    | Landolfshausen Falkenhagen Mackenrode Potzwenden | Radolfshausen   | Wappen der Gemeinde Landolfshausen      | Lage der Gemeinde Landolfshausen im Landkreis Göttingen      | 16,22    | 1094      | 67         | 191  | Die Kirche von Falkenhagen                                                               |
| Niemetal                                          | Ellershausen Imbsen Löwenhagen Varlosen | Dransfeld       | Wappen der Gemeinde Niemetal            | Lage der Gemeinde Niemetal im Landkreis Göttingen            | 28,53    | 1411      | 49         | 245  | Niemetal-Löwenhagen, „Schloss“, Sitz der Stockhausenschen Forst- und Schlösserverwaltung |
| Obernfeld                                         | Obernfeld | Gieboldehausen  | Wappen der Gemeinde Obernfeld           | Lage der Gemeinde Obernfeld im Landkreis Göttingen           | 10,72    | 950       | 89         | 171  | Kirche St. Blasius in Obernfeld                                                          |
| Osterode am Harz (Stadt)                          | Osterode am Harz Dorste Düna Förste Freiheit Katzenstein Lasfelde Lerbach Marke Nienstedt am Harz Petershütte Riefensbeek-Kamschlacken Schwiegershausen Ührde                                             |                 | Wappen der Stadt Osterode am Harz       | Lage der Stadt Osterode am Harz im Landkreis Göttingen       | 102,54   | 21.677    | 211        | 220  | Burgruine Alte Burg in Osterode                                                          |
| Rhumspringe                                       | Rhumspringe Lütgenhausen | Gieboldehausen  | Wappen der Gemeinde Rhumspringe         | Lage der Gemeinde Rhumspringe im Landkreis Göttingen         | 9,36     | 1749      | 187        | 193  | Rhumequelle in Rhumspringe                                                               |
| Rollshausen                                       | Rollshausen Germershausen | Gieboldehausen  | Wappen der Gemeinde Rollshausen         | Lage der Gemeinde Rollshausen im Landkreis Göttingen         | 11,67    | 865       | 74         | 160  | Katholische Kirche St. Margaretha in Rollshausen                                         |
| Rosdorf                                           | Rosdorf Atzenhausen Dahlenrode Dramfeld Klein Wiershausen Lemshausen Mengershausen Obernjesa Settmarshausen Sieboldshausen Volkerode                                                                      |                 | Wappen der Gemeinde Rosdorf             | Lage der Gemeinde Rosdorf im Landkreis Göttingen             | 66,44    | 12.248    | 184        | 150  | Zugang zum jüdischen Friedhof am Fuß des Wartberges                                      |
| Rüdershausen                                      | Rüdershausen | Gieboldehausen  | Wappen der Gemeinde Rüdershausen.png    | Lage der Gemeinde Rüdershausen im Landkreis Göttingen        | 9,44     | 818       | 87         | 153  | St.-Andreas-Kirche in Rüdershausen                                                       |
| Scheden                                           | Scheden Dankelshausen Meensen | Dransfeld       | Wappen der Gemeinde Scheden             | Lage der Gemeinde Scheden im Landkreis Göttingen             | 26,73    | 1760      | 66         | 222  | Kirchenruine der Wüstung Wetenborn in Scheden                                            |
| Seeburg                                           | Seeburg Bernshausen | Radolfshausen   | Wappen der Gemeinde Seeburg             | Lage der Gemeinde Seeburg im Landkreis Göttingen             | 13,44    | 1334      | 120        | 155  | St.-Martinus-Kirche in Seeburg                                                           |
| Seulingen                                         | Seulingen | Radolfshausen   | Wappen der Gemeinde Seulingen           | Lage der Gemeinde Seulingen im Landkreis Göttingen           | 11,10    | 1334      | 120        | 167  | Katholische Pfarrkirche St. Johannes Baptist in Seulingen                                |
| Staufenberg                                       | Staufenberg Benterode Dahlheim Escherode Landwehrhagen Nienhagen Sichelnstein Speele Spiekershausen Uschlag                                                                                               |                 | Wappen der Gemeinde Staufenberg         | Lage der Gemeinde Staufenberg im Landkreis Göttingen         | 77,58    | 7523      | 97         | 297  | Die Burg Sichelnstein in Staufenberg                                                     |
| Waake                                             | Waake Bösinghausen | Radolfshausen   | Wappen der Gemeinde Waake               | Lage der Gemeinde Waake im Landkreis Göttingen               | 7,90     | 1289      | 163        | 248  | Tieplatz in Waake                                                                        |
| Walkenried                                        | Walkenried Wieda Zorge |                 | Wappen der Gemeinde Walkenried          | Lage der Gemeinde Walkenried im Landkreis Göttingen          | 21,05    | 4151      | 197        | 275  | Jagdschloss Walkenried                                                                   |
| Wollbrandshausen                                  | Wollbrandshausen | Gieboldehausen  | Wappen der Gemeinde Wollbrandshausen    | Lage der Gemeinde Wollbrandshausen im Landkreis Göttingen    | 6,26     | 647       | 103        | 174  | Wallfahrtskapelle auf dem Höherberg bei Wollbrandshausen                                 |
| Wollershausen                                     | Wollershausen | Gieboldehausen  | Wappen der Gemeinde Wollershausen       | Lage der Gemeinde Wollershausen im Landkreis Göttingen       | 9,15     | 447       | 49         | 173  | Schloss Wollershausen                                                                    |
| Wulften am Harz                                   | Wulften am Harz | Hattorf am Harz | Wappen der Gemeinde Wulften am Harz     | Lage der Gemeinde Wulften am Harz im Landkreis Göttingen     | 14,82    | 1811      | 122        | 157  | Ev. St.-Aegidien-Kirche in Wulften                                                       |

## Ehemalige Gemeinden
Siehe: Gemeinden des Landkreises Göttingen bis 1972